# Muhannad Assiri
Mohannad Assiri (in arabo مهند عسيري‎?; Muhayil, 14 ottobre 1986) è un ex calciatore saudita, di ruolo attaccante.

## Carriera

### Nazionale
Viene convocato per i Mondiali 2018.

## Statistiche

### Cronologia presenze e reti in nazionale
| Cronologia completa delle presenze e delle reti in nazionale ― Arabia Saudita | Cronologia completa delle presenze e delle reti in nazionale ― Arabia Saudita | Cronologia completa delle presenze e delle reti in nazionale ― Arabia Saudita | Cronologia completa delle presenze e delle reti in nazionale ― Arabia Saudita | Cronologia completa delle presenze e delle reti in nazionale ― Arabia Saudita | Cronologia completa delle presenze e delle reti in nazionale ― Arabia Saudita | Cronologia completa delle presenze e delle reti in nazionale ― Arabia Saudita | Cronologia completa delle presenze e delle reti in nazionale ― Arabia Saudita |
| Data                                                                          | Città                                                                         | In casa                                                                       | Risultato                                                                     | Ospiti                                                                        | Competizione                                                                  | Reti                                                                          | Note                                                                          |
| ----------------------------------------------------------------------------- | ----------------------------------------------------------------------------- | ----------------------------------------------------------------------------- | ----------------------------------------------------------------------------- | ----------------------------------------------------------------------------- | ----------------------------------------------------------------------------- | ----------------------------------------------------------------------------- | ----------------------------------------------------------------------------- |
| 9-10-2010                                                                     | Gedda                                                                         | Arabia Saudita                                                                | 4 – 0                                                                         | Uzbekistan                                                                    | Amichevole                                                                    | 2                                                                             | 80’                                                                           |
| 12-10-2010                                                                    | Istanbul                                                                      | Arabia Saudita                                                                | 1 – 0                                                                         | Gabon                                                                         | Amichevole                                                                    | -                                                                             |                                                                               |
| 17-11-2010                                                                    | Dubai                                                                         | Arabia Saudita                                                                | 0 – 0                                                                         | Ghana                                                                         | Amichevole                                                                    | -                                                                             | 62’                                                                           |
| 22-11-2010                                                                    | Aden                                                                          | Yemen                                                                         | 0 – 4                                                                         | Arabia Saudita                                                                | Gulf Cup 2010 - 1º turno                                                      | 1                                                                             | 80’                                                                           |
| 25-11-2010                                                                    | Abyan                                                                         | Arabia Saudita                                                                | 0 – 0                                                                         | Kuwait                                                                        | Gulf Cup 2010 - 1º turno                                                      | -                                                                             |                                                                               |
| 28-11-2010                                                                    | Aden                                                                          | Qatar                                                                         | 1 – 1                                                                         | Arabia Saudita                                                                | Gulf Cup 2010 - 1º turno                                                      | -                                                                             | 64’                                                                           |
| 2-12-2010                                                                     | Aden                                                                          | Arabia Saudita                                                                | 1 – 0                                                                         | Emirati Arabi Uniti                                                           | Gulf Cup 2010 - Semifinale                                                    | -                                                                             |                                                                               |
| 5-12-2010                                                                     | Abyan                                                                         | Kuwait                                                                        | 1 – 0 dts                                                                     | Arabia Saudita                                                                | Gulf Cup 2010 - Finale                                                        | -                                                                             | 90+1’, 112’                                                                   |
| 4-1-2011                                                                      | Riad                                                                          | Arabia Saudita                                                                | 0 – 0                                                                         | Angola                                                                        | Amichevole                                                                    | -                                                                             | 63’                                                                           |
| 16-7-2011                                                                     | Amman                                                                         | Kuwait                                                                        | 1 – 0                                                                         | Arabia Saudita                                                                | Amichevole                                                                    | -                                                                             | Ingresso                                                                      |
| 11-9-2012                                                                     | Beauvais                                                                      | Gabon                                                                         | 1 – 0                                                                         | Arabia Saudita                                                                | Amichevole                                                                    | -                                                                             | Ingresso                                                                      |
| 6-9-2016                                                                      | Shah Alam                                                                     | Iraq                                                                          | 1 – 2                                                                         | Arabia Saudita                                                                | Qual. Mondiali 2018                                                           | -                                                                             | 87’                                                                           |
| 10-11-2017                                                                    | Viseu                                                                         | Portogallo                                                                    | 3 – 0                                                                         | Arabia Saudita                                                                | Amichevole                                                                    | -                                                                             | 70’                                                                           |
| 13-11-2017                                                                    | Lisbona                                                                       | Bulgaria                                                                      | 1 – 0                                                                         | Arabia Saudita                                                                | Amichevole                                                                    | -                                                                             |                                                                               |
| 26-2-2018                                                                     | Gedda                                                                         | Arabia Saudita                                                                | 3 – 0                                                                         | Moldavia                                                                      | Amichevole                                                                    | 1                                                                             | 81’                                                                           |
| 28-5-2018                                                                     | San Gallo                                                                     | Italia                                                                        | 2 – 1                                                                         | Arabia Saudita                                                                | Amichevole                                                                    | -                                                                             | 71’                                                                           |
| 15-6-2018                                                                     | Mosca                                                                         | Russia                                                                        | 5 – 0                                                                         | Arabia Saudita                                                                | Mondiali 2018 - 1º turno                                                      | -                                                                             | 85’                                                                           |
| 25-6-2018                                                                     | Volgograd                                                                     | Arabia Saudita                                                                | 2 – 1                                                                         | Egitto                                                                        | Mondiali 2018 - 1º turno                                                      | -                                                                             | 65’                                                                           |
| Totale                                                                        |                                                                               | Presenze                                                                      | 18                                                                            |                                                                               | Reti                                                                          | 4                                                                             |                                                                               |